# Calnexin
Calnexin ist ebenso wie sein Homolog Calreticulin ein Lektin des Endoplasmatischen Retikulums (ER). Calnexin ist bereits bei den einfachsten Eukaryoten zu finden. Es zählt zu den Chaperonen.
Es liegt membrangebunden vor (im Unterschied zum löslichen Calreticulin). Die Aktivität beider Proteine ist abhängig von Calcium-Ionen, die im ER in hoher Konzentration vorliegen. Calnexin und Calretikulin erkennen beide bestimmte Zuckerreste von unvollständig gefalteten Proteinen und unterstützen sie in ihrem Faltungsprozess.